# Rampí

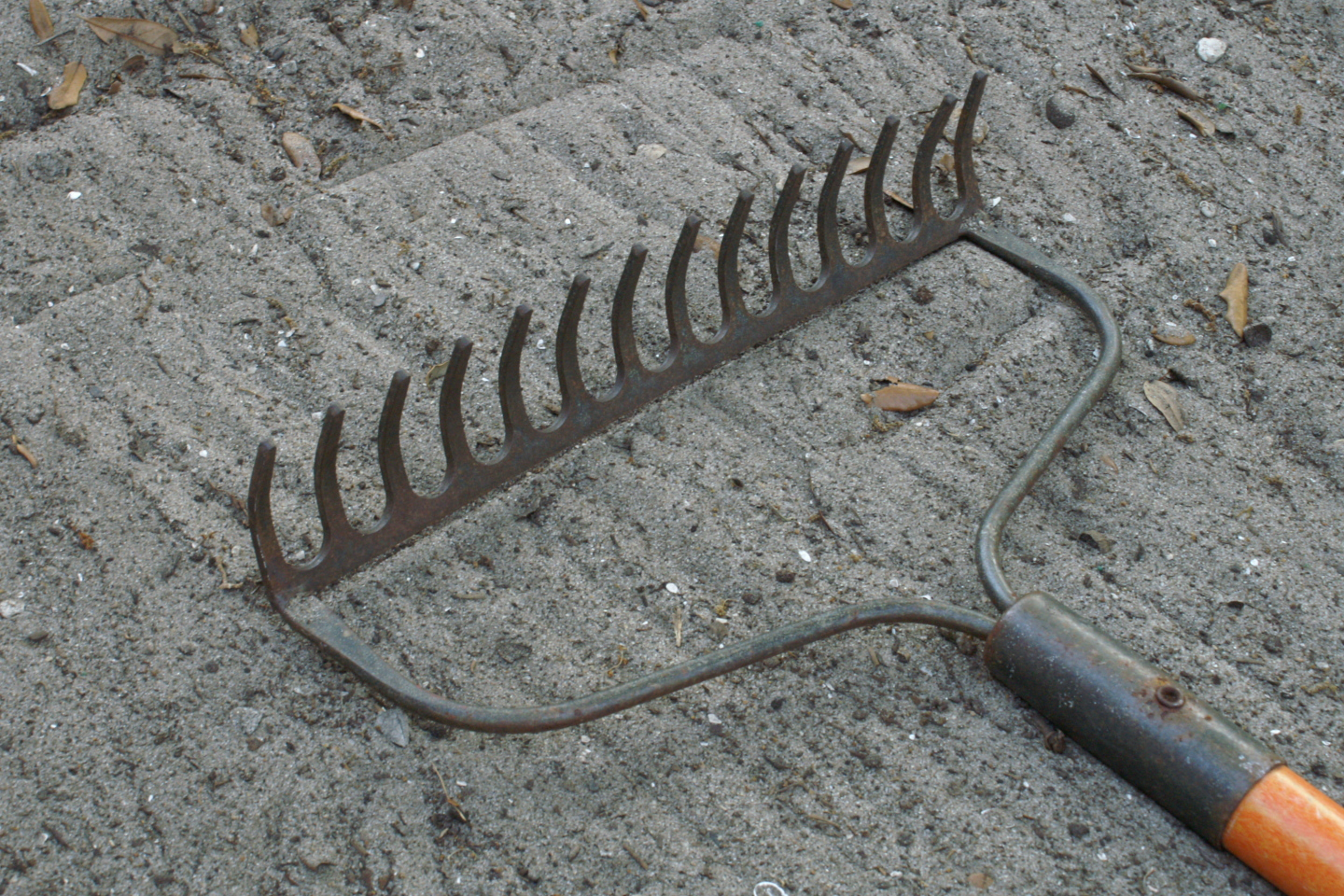
Un rampí resistent per a la terra i les pedres.

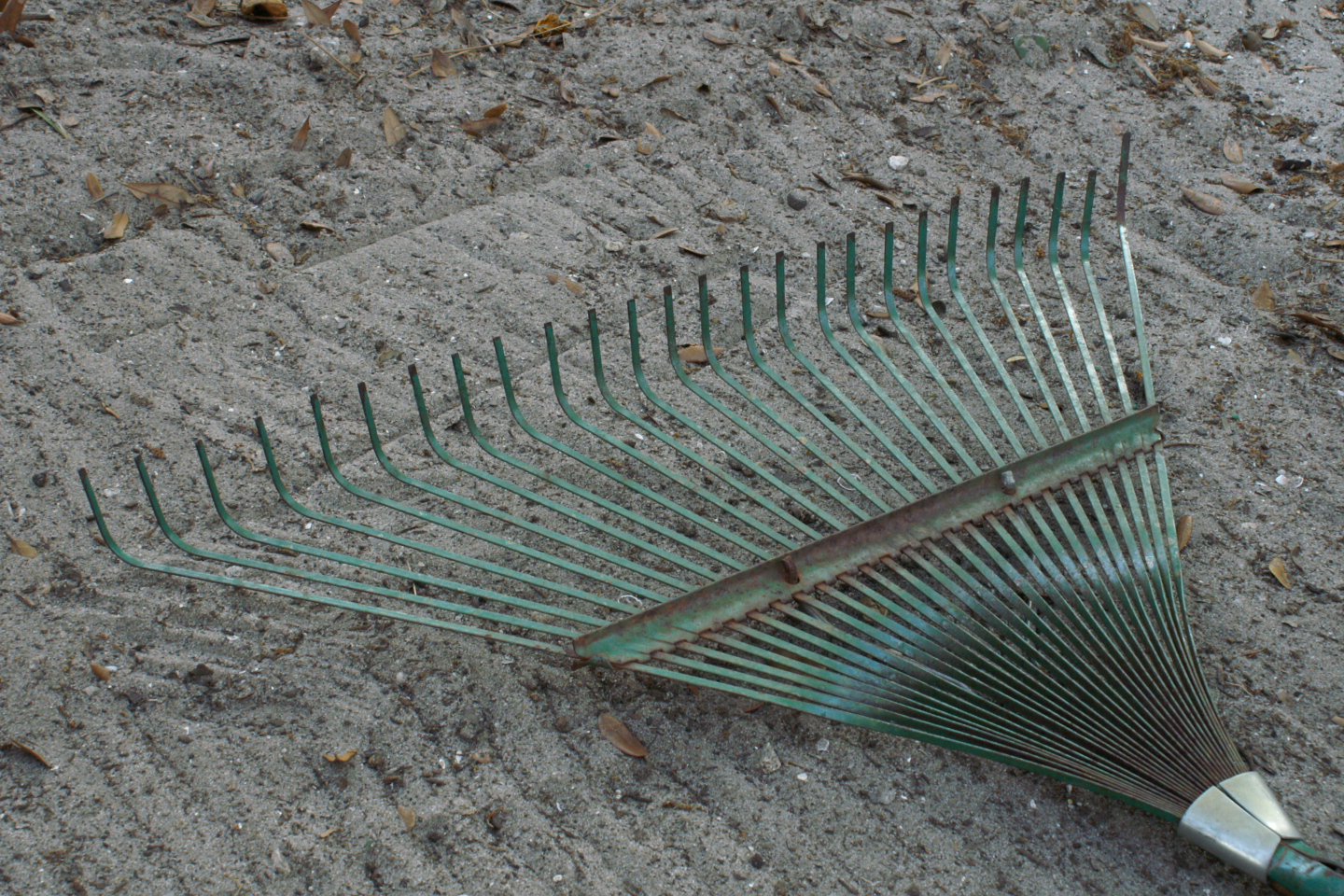
Un rampí lleuger per treure la gespa i les fulles.

Un rampí  o rampill és una eina agrícola i jardinera consistent en un mànec llarg que per un extrem porta un travesser del qual surten diverses puntes de fusta o de ferro; serveix per a arreplegar la palla o les espigues de la batuda, l'herba dallada, etc i en jardineria per estovar la terra, treure males herbes no gaire grosses i anivellar. L'acció de passar el rampí es diu rampinar.

## Etimologia
Rampí (segons la pronúncia en català oriental) prové de rampill, per contracció de la síl·laba final en aquelles comarques on el sufix -ill es pronuncia -iј. Al seu torn rampill prové de l'arrel ramp-, probablement d'origen germànic, que expressa la idea de croc o urpa, estrenyedor.
També s'anomena rasclet.
S'anomena rastell una eina similar al rampí. De l'acció d'usar-la se'n diu rastellar.

## Tipus
Els rampins moderns que s'accionen amb la mà tenen normalment dents de ferro, plàstic, o bambú, encara que en temps antics es feien de fusta o ferro. El mànec sovint es fa de fusta o metall. Quan els rampins tenen dents més llargs aquestes poden estar disposats en forma de ventall plegable. La rampinadora és un tipus de rampí de grans dimensions muntats sobre tractors i en temps antics era arrossegat per tracció animal.
Els rampins per a jardineria tenen les dents fermes per treure o posar la terra o arrossegar les deixalles, les dents poden ser perpendiculars al mànec o adoptar una forma corbada.
- Rampí per a fulles. Els rasclets per a fulles s'utilitzen per recollir fulles caigudes a terra, tallar herba i runes, tenen dents llargues i planes doblegades en forma de L i desplegades en ventall des del punt d'enganxall. Això permet certa flexibilitat perquè les dents s'adaptin al terreny, alhora que són lleugers per minimitzar els danys a la vegetació. Els rasclets telescòpics compactes permeten retirar les dents lliscant un punt de fixació mòbil per l'eix.
- Rampí per a brins. Es caracteritza per tenir gran quantitat de dents situades molt properes que s'utilitza per recollir brins d'herba situades a la superfície.
- Rampí per a jardineria. S'assembla a un rasclet de jardí de grans dimensions, amb un cap més llarg. Un rasclet de jardineria serveix per allisar i anivellar àrees extenses de sòl o àrees de terra. Es distingeix dels rasclets de fulles tradicionals o dels trituradors de terrossos per la seva gran amplada. Tenen dents llargues i rígides que han de poder resistir l'abrasió i les forces de flexió. En general, un rasclet de jardineria té un capçal que mesura de 45 a 55 cm o fins i tot més ample, amb pues d'acer col·locades en un angle de 90 graus pel que fa al mànec. Té pues fermes per remoure o col·locar la terra o arrossegar les deixalles. Les dents poden ser perpendiculars al mànec o adoptar una forma corba.[6]
- Rampí per a palla. La funció principal dels rasclets de palla és eliminar la palla, una capa orgànica situada entre la gespa i la superfície del sòl. A diferència de l'estructura típica dels rasclets, un rasclet de palla està equipat amb fulles afilades a banda i banda del cap. Un costat trenca eficaçment la palla, mentre que l'altre en facilita l'eliminació.

El 25 de setembre de 1894 li va ser atorgada la patent nord-americana número 23.660 a Lewis Gibbs per un "disseny d'un rastell" (Lawn rake). La patent descrivia el mètode de fabricació d'un cap de rascle fet d'un full de metall foradat per formar una forma en U, doncs inserides en els parells de forats alineats, i la forma en U atropellada en la forma d'un tub”.

## Rampí pesat
Aquest tipus de rasclet és per condicionar i remoure el terra, així com per moure peces més grans de runa. La majoria de les males herbes tenen arrels més febles i menys profundes que la pastura i, per tant, l'esbrossada juntament amb (després) la llum solar necessària, el fertilitzant i les llavors, i si després són necessaris els productes químics correctius, dona com a resultat una bona collita de pastura. Les eines més grans (o els accessoris de la talladora de gespa) s'usen amb més freqüència per treure el sostre de palla o preparar el terra en àrees grans. No obstant això, l'acció de deixar el terra nu i exposat al sol no és bona i als cucs no els agrada. S'ha de protegir amb palla després. Les eines d'aireig del terra no eliminen la mala herba sinó que preparen el terra sense exposició.

## Usos
- Els rasclets metàl·lics de dents estretes són més adequats per tractar gespes ben cuidades, ja que també poden recollir petites deixalles i escarificar la gespa al mateix temps.
- En àrees denses, embullades i cobertes de mala herba, un rasclet de fusta de dents amples és més adequat perquè no s'encalla tan fàcilment. Així que aquest rasclet encara té dret a existir avui, encara que sovint se'l confon amb una peça de museu.
- Una forma especial solia ser un rasclet especial amb dents primes particularment estretes i corbades. Aquest disseny de metall també es coneix com la forca.
- El rasclet és l'eina més important per crear un kare-san-sui, una forma de jardí japonès. El rastellat en si també s'experimenta i practica com a meditació al zen.
- Els rasclets per a estanys són rasclets especials per a la neteja d'estanys, que abans eren tirats per cavalls a causa de la seva grandària i ara s'usen com a eines manuals.

## Associacions culturals
Si un rasclet és a terra amb les dents cap amunt, com es mostra a la imatge superior, i algú trepitja accidentalment les dents, el mànec del rasclet pot oscil·lar ràpidament cap amunt, xocant amb la cara de la víctima. Això es veu sovint en programes televisius de comèdia i cartoons, com en Tom i Jerry i en l'episodi de Els Simpson "Cape Feare", en el qual una sèrie de rasclets es converteixen en el que Sideshow Bob descriu com el seu "arxienemic".
A la cultura russa hi ha una dita «trepitjar el mateix rastell» (rus: наступить на те же грабли), que significa «repetir el mateix error ximple», també la paraula «rasclet» (rus: грабли) a l'argot rus significa «problemes».
A la novel·la xinesa del segle XVI Viatge a l'Oest, el personatge principal Zhu Bajie esgrimeix un rasclet, el seu «rasclet de nou dents» (Jiǔchǐdīngpá), com la seva arma emblemàtica.
Al folklore japonès, el Kumade (熊手, lit. 'mà d'ós') és un rasclet; una versió més petita, de mà i decorada es ven com a engimono, sovint durant els Tori-no-Ichi (lit. «mercats del gall») que se celebren a tot el Japó cada novembre, i es creu que pot, literalment, atreure la bona sort i/o allunyar la mala sort per a l'usuari.

## Observacions
- Si el rampí té les dents cap amunt i es trepitja accidentalment el mànec pot xocar contra la cara, aquesta circumstància es reflecteix en pel·lícules còmiques i sèries de dibuixos animats com Els Simpson. També hi ha una dita russa que fa referència a entrebancar-se dues vegades amb el mateix rampí (наступить дважды на одни и те же грабли).